# Egg an der Günz
Egg an der Günz, Egg a.d.Günz – miejscowość i gmina w Niemczech, w kraju związkowym Bawaria, w rejencji Szwabia, w regionie Donau-Iller, w powiecie Unterallgäu, wchodzi w skład wspólnoty administracyjnej Babenhausen. Leży w Szwabii, około 15 km na północny zachód od Mindelheimu, nad rzeką Günz.

## Demografia
| Rok  | Liczba mieszk. |
| ---- | -------------- |
| 1970 | 888            |
| 1987 | 938            |
| 2000 | 1 105          |

## Polityka
Wójtem gminy jest Franz Morath, rada gminy składa się z 12 osób.
|      | FWV | ÜWV | Razem |
| 2008 | 7   | 5   | 12    |
| 2002 | 6   | 6   | 12    |

## Oświata
W gminie znajduje się przedszkole (50 miejsc) oraz szkoła podstawowa (8 nauczycieli i 139 uczniów).